# چئونگ کین فونگ
چئونگ کین فونگ (انگلیسی: Cheung Kin Fung؛ زادهٔ ۱ ژانویهٔ ۱۹۸۴) بازیکن سابق و مربی فوتبال اهل چین است.
از باشگاه‌هایی که در آن بازی کرده است می‌توان به باشگاه چین جنوبی اشاره کرد.
وی همچنین در تیم‌های ملی فوتبال زیر ۲۳ سال هنگ کنگ و هنگ کنگ بازی کرده است.